# テラトサウルス
テラトサウルス (Teratosaurus) は三畳紀後期に生息したポポサウルス科に属する主竜類で化石爬虫類。クルロタルシ類に属し、獣弓類や小型の草食恐竜を狩っていた。かつては恐竜と考えられていたこともある。